# Петросул
Петросул — одна из вершин Украинских Карпат, в северо-западной части массива Черногора, в пределах Раховского района Закарпатской области. Расположенная неподалёку (на север) от вершины Петрос.
Высота 1855 м. Имеет асимметричную форму: юго-западный склон слабогорбоватый, пологий, восточный — обрывистые, обрывается уступом высотой 50 м. Состоит из песчаников. Преобладают литофиты. Юго-западные склоны покрыты сфагновыми-рододендроновое и разнотравно-черничниковыми группировками.
Через Петросул проходит маршрут выхода на Петрос до посёлка Ясиня.